# Університетська бібліотека Зальцбурга
Університетська бібліотека Зальцбурга (нім. Universitätsbibliothek Salzburg) — бібліотека Зальцбурзького університету та найбільша бібліотека міста. Заснована 1623 року, бібліотека налічує близько 2,4 мільйона документів (книг, а також аудіовізуальних документів, електронних книг, мап, рукописів тощо).

## Історія
Бібліотека була заснована 1623 року водночас із університетом та розташувалася у старих університетських будівлях. Перше створення першого каталогу бібліотеки датується 1704 роком: на той час її фонди складалися переважно з праць з теології, філософії та права. Лише наприкінці XVIII століття бібліотека переїхала в будівлю, яку займає досі. На початку XIX століття, у зв'язку з ліквідацією архієпископського князівства Зальцбург, до фондів бібліотеки надійшли книжкові фонди багатьох монастирів. Але протягом XIX та першої половини XX століття розвиток бібліотеки був дуже обмеженим. Лише з відновленням Зальцбурзького університету в 1962 році відбулася модернізація бібліотеки, а її фонди знову почали зростати.

## Колекції

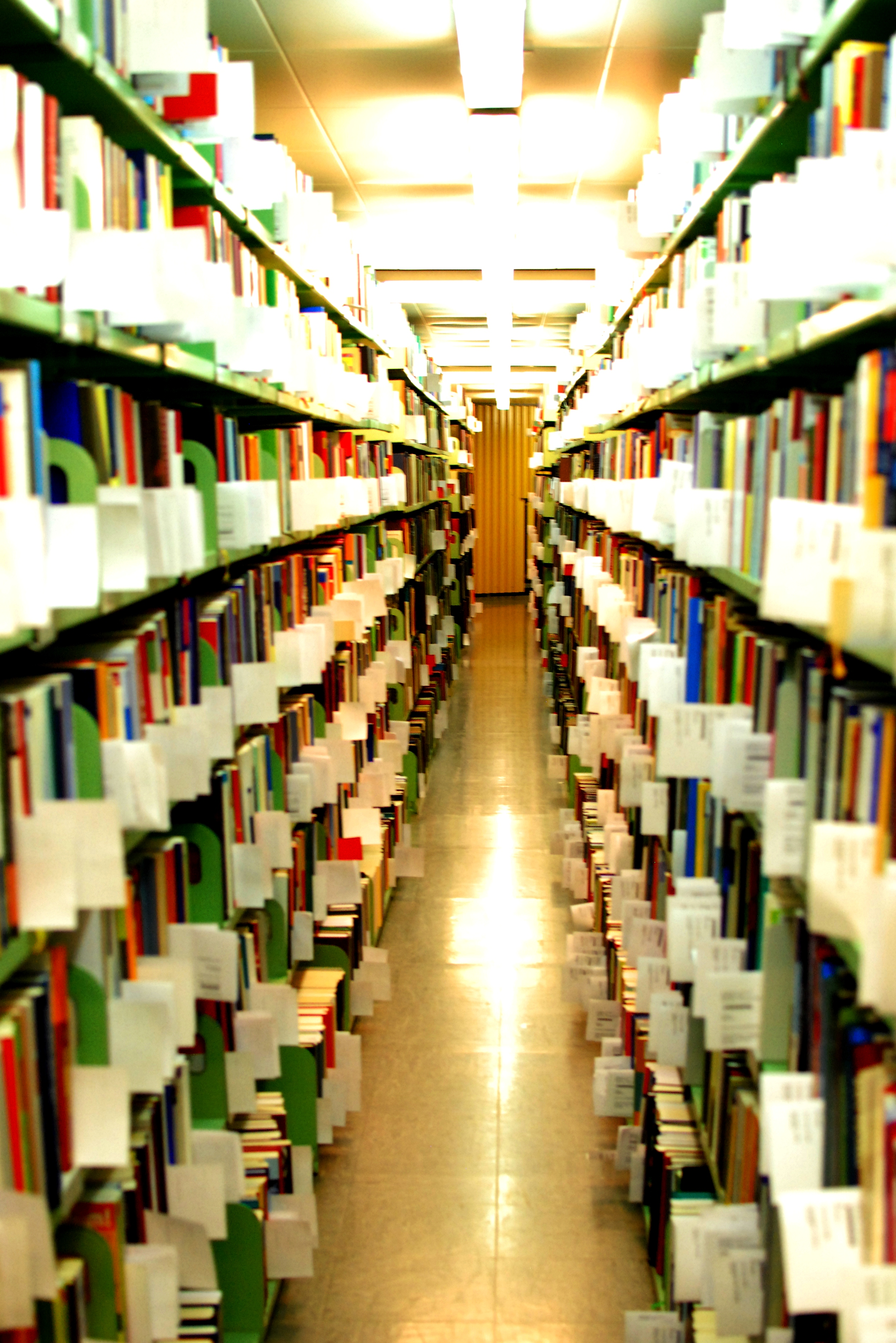
Бібліотечні полиці

Бібліотека Зальцбурзького університету відома насамперед своєю музичною колекцією, а особливо зібранням, присвяченим Вольфгангу Амадею Моцарту.
Важливим проєктом цієї університетської бібліотеки є проєкт «KZ-пам'ятки», присвячений вивченню, поширенню та популяризації свідчень, написаних людьми, які вижили в нацистських концентраційних таборах і таборах смерті. Основою проєкту стали архіви Маутхаузена.